# エルネス・ツルペン
エルネス・オーギュスタン・ツルペン（音訳：大城鶴翩、仏語：Ernest Augustin Tulpin、1853年7月6日 - 1933年11月18日）は、フランスの神父、パリ外国宣教会に所属していた。来日し、秋田、鶴岡、新潟、庄内鶴ケ丘、酒田、佐渡、東京浅草、岐阜、名古屋、加賀、金沢、美濃、高山、東京麻布で司祭を務めた。ひげとパイプの宣教師として知られた。

## 生涯
1853年7月6日フランス東部のオート＝マルヌ県ボアジー町の領主の家で誕生。17歳のとき神学校入学。1874年6月18日、21歳のときパリ外国宣教会の大神学校へ進学。4年間の神学研究ののち、1877年（明治10年）2月24日宣教師資格を得る。同年5月3日パリを出発。同年東京の築地教会に到着。日本語学習ののち、伝道士の先導で奥羽地方に布教開始。秋田の家老屋敷を800円で買い取り、ここを拠点として、鶴岡、新潟、庄内鶴ケ丘、酒田、佐渡を回る。1880年（明治13年）から3年間東京浅草教会の主任司祭。孤児や信者の子どもの教育に当たる。1884年（明治17年）1月から再び奥羽及び中部地区を巡回布教。1886年（明治19年）岐阜に5箇所の説教所を設置。1887年（明治20年）名古屋教会の主任となり、研屋町の仮聖堂を根拠として加賀、金沢、美濃に布教。1889年（明治22年）名古屋主税町に土地千坪を購入し、聖堂と小学校とを建てる。1890年（明治23年）養老院設置。1905年（明治38年）名古屋離任までのあいだに『公教要旨』、『公教小略』などを出版。また、岐阜、金沢などで講演を行う。そののち、高山教会で1年ほど働き、1907年（明治40年）1月東京麻布教会の主任司祭に就任。1927年（昭和2年）5月1日、司祭就任50年の金祝を迎え、さらに数年司牧に当たる。1932年（昭和7年）主任隠退。1933年（昭和8年）11月18日、東京にて死去。青山霊園外人墓地に埋葬。

## 著書
- 公敎要旨 天主公敎會、1896年
- 社會病ト其良藥 敎學研鑽和佛協會、1915年